# Merciless
Merciless är ett svenskt death/thrash metal-band, med rötterna i Strängnäs bildat 1986. Från början spelade bandet thrash metal i Sodoms anda. Debutalbumet The Awakening släpptes 1990 som allra första utgåva på Mayhem-gitarristen Euronymous skivbolag Deathlike Silence. Under slutet av 80-talet och början av 90-talet spelade bandet flitigt, bland annat med Sodom och Sepultura.

## Historia
Merciless bildades 1986 av gitarristen Erik Wallin, basisten Fredrik Karlén och trummisen Stefan "Stipen" Carlsson. Bandets förste sångare, "Kåle" (Kalle Aurenius) ersattes efter två år av Roger "Rogga" Pettersson. Efter två demosläpp skrev bandet kontrakt med det nystartade norska skivbolaget Deathlike Silence och The Awakening blev bolagets första utgivning 1990. Albumet gavs ut både som CD och på vinyl. En återutgåva på Osmose Productions 1999 innehåller även fyra livespår.
Året därpå släppte bandet en 7"-singel tillsammans med Comecon på Chicken Brain Records och därefter spelades andra fullängdsalbumet in för utgivning 1992 på Active Records. The Treasures Within återutgavs 2003 med två bonusspår, "Nuclear Attack" och en demoversion av "Book of Lies". Stefan "Stipen" Carlsson slutade i bandet efter detta album och spelar numera i rockgruppen Dia Psalma. Han ersattes av Peter Stjärnvind, som även spelat med bland annat Entombed, Krux och Nifelheim. 
Efter en ny demoutgivning 1993 skrev Merciless kontrakt med No Fashion Records för ett tredje fullängdsalbum, Unbound, som släpptes i januari 1994. En återutgivning gjordes 2006 av Black Lodge med en cover på Slayers "Crionics" som bonusspår. Efter detta gjorde bandet ett längre uppehåll.
Merciless återkom i början av 2000-talet och 2003 utgavs deras självbetitlade fjärde album. Originaltrummisen Stefan Carlsson återkom till bandet 2004 och samma år släpptes en DVD, Live Obsession, från bland annat bandets konserter i Stockholm och på Hultsfredsfestivalen 2003.

## Medlemmar
Nuvarande medlemmar
- Stefan "Stipen" Carlsson – trummor (1986–1992, 2004– )
- Erik Wallin – gitarr (1986–1994, 1999– )
- Roger "Rogga" Pettersson – sång (1987–1994, 1999– )
- Peter Stjärnvind – trummor (1992–1994, 1999–2004), gitarr (2016– )

Tidigare medlemmar
- Kalle "Kåle" Aurenius – sång (1986–1988, död 2017)
- Fredrik Karlén – basgitarr (1986 – 1994, 1999 – 2016)

Turnerande medlemmar
- Pontus Andersson – basgitarr (2016– )
- Joseph Tholl – basgitarr (2017– )

## Diskografi
Demo
- Behind the Black Door – 1987
- Realm of the Dark – 1988
- Promo '93 – 1993

Studioalbum
- The Awakening – 1990
- The Treasures Within – 1992
- Unbound – 1994
- Merciless – 2003

Annat
- "Branded by Sunlight" (delad 7" vinyl med Comecon) – 1991

Video
- Live Obsession (2xDVD) – 2004